# Stazione di Fujieda
La stazione di Fujieda (藤枝駅 Fujieda-eki?) è la principale stazione ferroviaria della città di Fujieda, nella prefettura di Shizuoka in Giappone. La stazione è servita dalla linea principale Tōkaidō della JR Central.

## Linee
JR Central
■ Linea principale Tōkaidō

## Caratteristiche
La stazione di Fujieda possiede un marciapiede laterale e uno a isola serventi tre binari in superficie, ed è dotata di tornelli automatici di accesso ai binari che supportano la tariffazione elettronica TOICA.
| 1-2 | ■ Linea principale Tōkaidō | per Shizuoka, Atami, Yokohama e Tokyo |
| 3   | ■ Linea principale Tōkaidō | per Kakegawa, Hamamatsu e Toyohashi   |

## Stazioni adiacenti
| «                                     | Servizio                              | »                                     |
| Linea principale Tōkaidō (JR Central) | Linea principale Tōkaidō (JR Central) | Linea principale Tōkaidō (JR Central) |
| ------------------------------------- | ------------------------------------- | ------------------------------------- |
| Nishi-Yaizu                           | Locale                                | Rokugō                                |
| Shizuoka                              | Homeliner                             | Shimada                               |